# Disperati, intellettuali, ubriaconi
Disperati, intellettuali, ubriaconi è il secondo album in studio del cantautore italiano Bobo Rondelli, pubblicato nel 2002.

## Descrizione
L'album vede la partecipazione di Stefano Bollani che accompagna al pianoforte ogni traccia del disco. Stefano Bollani è produttore artistico, arrangiatore e suona anche la fisarmonica in questo album. Disperati intellettuali ubriaconi, vince il premio Ciampi con miglior arrangiamento a cura di Stefano Bollani nel 2002. 

## Tracce
1. Quando non ci sei – 3:54
2. I vitelloni – 1:59
3. Fiore nell'asfalto – 3:24
4. L'ultima danza – 3:15
5. Io e te Maria – 3:57
6. Suicidio travel – 3:50
7. Il calore di un abbraccio – 4:25
8. I bisogni della vita – 1:17
9. Gigiballa – 2:58
10. Martin Eden – 3:20
11. I dolori del giovane Walter – 3:17
12. Un giorno dopo l'altro – 3:20
13. Cuore di bimbo – 3:34
14. Gocce – 3:30